# Phaeoptyx
A Phaeoptyx a sugarasúszójú halak (Actinopterygii) osztályához a sügéralakúak (Perciformes) rendjéhez, ezen belül a kardinálishal-félék (Apogonidae) családjához tartozó nem.

## Rendszerezés
A nembe az alábbi 3 faj tartozik:
- Phaeoptyx conklini (Silvester, 1915)
- Phaeoptyx pigmentaria (Poey, 1860)
- Phaeoptyx xenus (Böhlke & Randall, 1968)